# نابیه
نابیه (به عربی: نابیه) یک منطقهٔ مسکونی در لبنان است که در شهرستان المتن واقع شده‌است. نابیه ۵۰۰ متر بالاتر از سطح دریا واقع شده‌است.